# Pales tessellata
Pales tessellata là một loài ruồi trong họ Tachinidae.